# Jelly (曲)
『jelly』（ジェリー）は、2006年4月19日にcontemodeより発売されたcapsuleの6枚目の数量限定アナログ12インチシングルである（品番： YCJC-10002）。

## 楽曲について
A1.jelly (extended-mix)
BPM125で制作されたものが、1.0293倍速されて収録されている（BPM128.6625）。2005年9月21日に発売されたアルバム『L.D.K. Lounge Designers Killer』が、同年11月16日にiTunes Storeで発売された際に新たに11曲目として収録された楽曲「jelly」のリアレンジ・バージョン。アルバム『FRUITS CLiPPER』には、このextended-mixを短縮した「jelly (album-edit)」が収録されている。
B1.seismic charge
BPM125で制作されたものが、1.02337倍速されて収録されている（BPM127.92125）。
B2.CrazEEE Skyhopper
BPM125で制作されたものが、1.02337倍速されて収録されている（BPM127.92125）。表記はないが、アルバム『FRUITS CLiPPER』に収録されたバージョンとは異なるもので、extended mixに相当する。

## 収録曲について
全作詞・全作曲：中田ヤスタカ
| #  | タイトル                 | 作詞 | 作曲・編曲 | 時間 |
| -- | ------------------------ | ---- | ---------- | ---- |
| 1. | 「jelly (extended-mix)」 |      |            | 7:45 |

| #  | タイトル              | 作詞 | 作曲・編曲 | 時間 |
| -- | --------------------- | ---- | ---------- | ---- |
| 1. | 「seismic charge」    |      |            | 5:48 |
| 2. | 「CrazEEE Skyhopper」 |      |            | 7:45 |